# Větřkovice
Obec Větřkovice, rozkládající se po obou stranách historické moravsko-slezské zemské hranice, se nachází v jižní části okresu Opava v Moravskoslezském kraji, pět kilometrů východně od Vítkova. Žije zde 755 obyvatel. Větřkovice jsou první obcí, kterou protéká Husí potok.

## Název
Vesnice byla při založení pojmenována německy Dietrichsdorf ("Ditrichova ves", pojmenování pochází pravděpodobně od kanovníka Dietricha z Fulštejna). Česká podoba jména Dietrich byla Jetřich, proto bylo jméno vesnice do češtiny převedeno jako Jetřichovice (poprvé doloženo 1481). Zkrácením (vynecháním samohlásky) vznikl tvar Jetřchovice a z něj výslovnostně snazší Jetřkovice. Tvar Větřkovice vznikl spojením poslední uvedené podoby s předložkou v. Pod vlivem německého jména se v češtině užíval (v 19. století) i tvar Dětřichovice.

## Členění obce
Obec se skládá ze dvou katastrálních území (zároveň místní části), jimiž jsou Větřkovice u Vítkova a Nové Vrbno, přičemž k Moravě patří téměř celé katastrální území Nové Vrbno a několik parcel u jižní hranice katastru Větřkovic, zatímco téměř celý katastr Větřkovic a severozápadní výběžek katastru Nového Vrbna leží ve Slezsku.

## Historie
Vesnice byla založena v roce 1298 březovským proboštem Vlkem v rámci rozsáhlé kolonizační akce třebíčského kláštera, jemuž březovské proboštství náleželo. Prvním osadníkem byl (jinak neznámý) Walter (s rodinou).

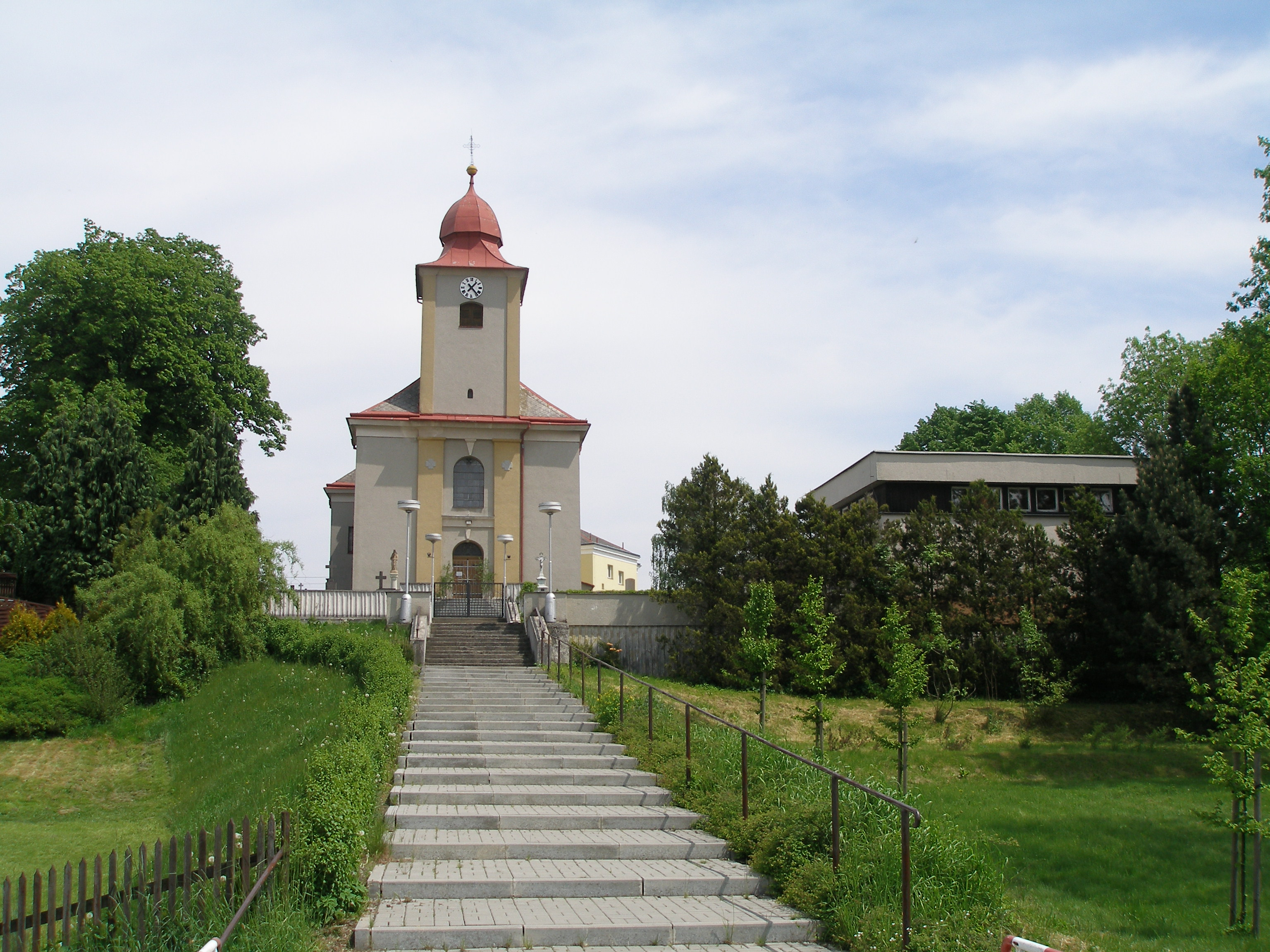
Kostel před rekonstrukcí

## Pamětihodnosti
- Kostel Nanebevzetí P. Marie – interiér plochostropý (Větřkovice)
- Socha sv. Felixe (rozcestí mezi Větřkovicemi a části Novým Vrbnem)
- Kaple klenutý strop (rozcestí mezi Větřkovicemi a části Novým Vrbnem)
- Sloupek p. Marie (před kostelem ve Větřkovicích)